# Leader du gouvernement à la Chambre des communes
Le leader du gouvernement à la Chambre des communes (anglais : Leader of the Government in the House of Commons) est le ministre responsable de la planification et de la gestion du programme législatif du gouvernement à la Chambre des communes du Canada. Légalement, le poste ne fait pas partie du conseil des ministres, donc tous les leaders du gouvernement en chambre doivent également posséder un autre portefeuille ministériel. Depuis quelques années, des portefeuilles ne comprenant que peu ou pas de responsabilités sont donnés aux Leaders du gouvernement, leur permettant de se concentrer pleinement sur les affaires de la Chambre des communes. 
L'actuelle leader du gouvernement à la Chambre des communes est Arielle Kayabaga depuis le 14 mars 2025.

## Rôle et responsabilités
Le leader du gouvernement en chambre travaille pour le compte du gouvernement en négociant avec les leaders parlementaires des partis d'opposition. Cela inclut souvent des discussions sur l'horaire de la chambre et peut entraîner des concessions aux partis d'opposition afin d'assurer l'adoption rapide d'un projet de loi et l'appui possible de l'opposition. Le poste est particulièrement crucial en situation de gouvernement minoritaire lorsqu'aucun parti ne détient la majorité aux communes et le gouvernement doit s'assurer l'appui d'au moins un parti d'opposition, non seulement pour faire adopter son programme législatif mais également pour demeurer au pouvoir. Le détenteur de ce poste doit être expert en procédure parlementaire afin d'arguer des points d'ordre devant le président de la Chambre des communes ; il doit également être bon stratège afin de déjouer les manœuvres de l'opposition.

## Histoire
De 1867 jusqu'à la Seconde Guerre mondiale, le premier ministre du Canada assumait les fonctions de leader du gouvernement à la Chambre des communes et s'occuper d'organiser et de coordonner les affaires de la chambre avec les autres partis. L'expansion des responsabilités du gouvernement au cours de la Guerre pousse le premier ministre William Lyon Mackenzie King à désigner un de ses ministres pour lui déléguer ces responsabilités. En 1946, le poste de leader du gouvernement en chambre est officiellement reconnu. En 1968, le premier ministre Pierre Trudeau fait de la présidence du Conseil privé de la Reine pour le Canada une des responsabilités du leader du gouvernement.
Sous le premier ministre Brian Mulroney, le rôle du leader du gouvernement et du président du Conseil privé furent séparés en 1989. Sous Mulroney et ses successeurs, le poste de leader en Chambre était souvent détenu par un ministre d'État sans aucun portefeuille spécifique. Depuis 2003, le titre de ministre d'État est abandonné sauf dans les circonstances très formelles au profit du titre de leader du gouvernement à la Chambre des communes.
Jacques Saada, le premier leader en Chambre du premier ministre Paul Martin, était également ministre responsable de la Réforme démocratique ; toutefois, avec l'élection d'un gouvernement minoritaire lors de l'élection fédérale de 2004, il nomme Tony Valeri au poste de leader du gouvernement sans responsabilités supplémentaires.

## Liste
- Parti libéral du Canada
- Parti progressiste-conservateur du Canada
- Parti conservateur du Canada

| N° | Portrait | Nom                                                                                    | Mandat           | Mandat           | Parti politique           | Gouvernement     |
| -- | -------- | -------------------------------------------------------------------------------------- | ---------------- | ---------------- | ------------------------- | ---------------- |
|    |          | Ramon John Hnatyshyn Président du Conseil privé de la Reine                            | 5 novembre 1984  | 29 juin 1986     | Progressiste-conservateur | 24e (Mulroney)   |
|    |          | Don Mazankowski Président du Conseil privé de la Reine                                 | 30 juin 1986     | 2 avril 1989     | Progressiste-conservateur | 24e (Mulroney)   |
|    |          | Doug Lewis Ministre de la Justice                                                      | 3 avril 1989     | 22 février 1990  | Progressiste-conservateur | 24e (Mulroney)   |
|    |          | Harvie Andre Ministre d'État                                                           | 23 février 1990  | 24 juin 1993     | Progressiste-conservateur | 24e (Mulroney)   |
|    |          | Doug Lewis Solliciteur général                                                         | 25 juin 1993     | 3 novembre 1993  | Progressiste-conservateur | 25e (Campbell)   |
|    |          | Herb Gray Solliciteur général                                                          | 4 novembre 1993  | 27 avril 1997    | Libéral                   | 26e (Chrétien)   |
|    |          | Don Boudria Ministre d'État                                                            | 11 juin 1997     | 14 janvier 2002  | Libéral                   | 26e (Chrétien)   |
|    |          | Ralph Goodale Ministre d'État                                                          | 15 janvier 2002  | 25 mai 2002      | Libéral                   | 26e (Chrétien)   |
|    |          | Don Boudria Ministre d'État                                                            | 26 mai 2002      | 11 décembre 2003 | Libéral                   | 26e (Chrétien)   |
|    |          | Jacques Saada Ministre d'État, ministre de la Réforme démocratique                     | 12 décembre 2003 | 20 juillet 2004  | Libéral                   | 27e (Martin)     |
|    |          | Tony Valeri Ministre d'État                                                            | 20 juillet 2004  | 23 janvier 2006  | Libéral                   | 27e (Martin)     |
|    |          | Rob Nicholson Ministre de la Réforme démocratique                                      | 6 février 2006   | 4 janvier 2007   | Conservateur              | 28e (Harper)     |
|    |          | Peter Van Loan Ministre de la Réforme démocratique                                     | 4 janvier 2007   | 29 octobre 2008  | Conservateur              | 28e (Harper)     |
|    |          | Jay Hill                                                                               | 30 octobre 2008  | 6 août 2010      | Conservateur              | 28e (Harper)     |
|    |          | John Baird Ministre de l'Environnement                                                 | 6 août 2010      | 18 mai 2011      | Conservateur              | 28e (Harper)     |
|    |          | Peter Van Loan                                                                         | 18 mai 2011      | 4 novembre 2015  | Conservateur              | 28e (Harper)     |
|    |          | Dominic LeBlanc Ministre des Pêches, des Océans et de la Garde côtière (mai-août 2016) | 4 novembre 2015  | 19 août 2016     | Libéral                   | 29e (J. Trudeau) |
|    |          | Bardish Chagger Ministre de la Petite Entreprise et du Tourisme (2016-2018)            | 19 août 2016     | 20 novembre 2019 | Libéral                   | 29e (J. Trudeau) |
|    |          | Pablo Rodriguez                                                                        | 20 novembre 2019 | 26 octobre 2021  | Libéral                   | 29e (J. Trudeau) |
|    |          | Mark Holland                                                                           | 26 octobre 2021  | 26 juillet 2023  | Libéral                   | 29e (J. Trudeau) |
|    |          | Karina Gould                                                                           | 26 juillet 2023  | 24 janvier 2025  | Libéral                   | 29e (J. Trudeau) |
|    |          | Steven MacKinnon                                                                       | 24 janvier 2025  | 14 mars 2025     | Libéral                   | 29e (J. Trudeau) |
|    |          | Arielle Kayabaga                                                                       | 14 mars 2025     | 13 mai 2025      | Libéral                   | 30e (Carney)     |
|    |          | Steven MacKinnon                                                                       | 13 mai 2025      | En fonction      | Libéral                   | 30e (Carney)     |